# Pétunidine
La pétunidine (ou le pétunidol) est un composé organique naturel de la famille des anthocyanidols. C'est un pigment végétal donnant une couleur rouge sombre à mauve à quelques baies ou à certains pétales de fleurs.
Son nom vient du fait d'avoir au début du XXe siècle été identifié dans la fleur de pétunia, bien qu’on sache maintenant que le rôle de la pétunidine dans le pétunia cultivé soit mineur vis-à-vis des trois autres pigments présents : la cyanidine, la malvidine et la péonidine (Ando, 2004).

## Propriétés
La pétunidine fait partie des six anthocyanidols principaux rencontrés chez les plantes (avec la cyanidine, la delphinidine, la pélargonidine, la malvidine et la péonidine). Dans ce groupe, elle se caractérise par la présence de deux groupements hydroxyles -OH et d'un groupement méthoxyle -CH3 sur le cycle aromatique B.
En raison de son noyau flavylium possédant une forte réactivité avec les nucléophiles, la pétunidine est une molécule relativement instable et donc peu présente sous forme libre dans les tissus végétaux.
L'addition d'un sucre en position C-3 (par O-glycosylation) lui confère une meilleure stabilité et solubilité. D'une manière générale, l'addition d'un ou plusieurs oses, éventuellement acylés, forme des anthocyanosides beaucoup plus stables. Une autre voie de stabilisation découverte ces dernières années est l'association intermoléculaire non covalente avec des co-pigments ou la complexation avec des métaux.

## Hétérosides de pétunidine dans l'alimentation
Sur les 539 anthocyanosides recensés par Andersen et Jordheim en 2006, on trouve 27 hétérosides de pétunidine.
La base PHENOL-EXPLORER indique neuf 3-O-glycosides de pétunidine dans les aliments :
| Table 1. Fruits et légumes riches en 3-O-glycosides de pétunidine | |
| numérotation du noyau                                             | |
| Petunidin 3,5-O-diglucoside                                       | Vin rouge |
| Petunidin 3-O-(6"-acetyl-galactoside)                             | Vaccinium corymbosum, Vaccinium angustifolium |
| Petunidin 3-O-(6"-acetyl-glucoside)                               | Vin rouge (0,57 mg/100g), Vaccinium corymbosum, Vaccinium angustifolium (4,73 mg/100g)                                                               |
| Petunidin 3-O-(6"-p-coumaroyl-glucoside)                          | Vin rouge, cassis (5,45 mg/100g), raisin noir |
| Petunidin 3-O-arabinoside                                         | Vaccinium corymbosum (8,53 mg/100g), Vaccinium angustifolium (3,54 mg/100g)                                                                          |
| Petunidin 3-O-galactoside                                         | Vaccinium corymbosum (12,73 mg/100g), Vaccinium angustifolium (9,05 mg/100g)                                                                         |
| Petunidin 3-O-glucoside                                           | Vin rouge (1,40 mg/100g], Vaccinium corymbosum (6,09 mg/100g), Vaccinium angustifolium (11,20 mg/100g), raisin noir (2,76 mg/100g), haricot noir cru |
| Petunidin 3-O-rhamnoside                                          | |
| Petunidin 3-O-rutinoside                                          | Cassis (4,09 mg/100g) |

Les hétérosides de pétunidine se trouvent essentiellement dans le cassis, le raisin noir et le vin rouge et dans des baies américaines : l'airelle à feuilles étroites (Vaccinium angustifolium) et l'airelle en corymbe (Vaccinium corymbosum).

## Pigment coloré des végétaux
Les pigments végétaux dérivés de la pétunidine sont classés parmi les colorants alimentaires, sous le code E163f mais restent rarement utilisés en France.
Les hétérosides de pétunidine ne représentent que 5 % de la totalité des anthocyanosides naturels découverts. Ils sont en général associés en petite quantité à des hétérosides d'autres anthocyanidols et à des co-pigments.
- Aster de Stokes Stokesia laevis (Hill) Greene

L'aster de Stokes (ou Stokésie bleue) est une plante vivace ornementale de la famille des astéracées, originaire du sud-est des États-Unis. Cette fleur a l'avantage de comporter de nombreux cultivars aux couleurs différentes tout en ayant une composition en pigments flavonoïdes exceptionnellement simple. L'analyse des pigments floraux par HPLC indique la présence soit de la pétunidine pour les cinq cultivars aux couleurs bleue ('Omega Skyrocket', 'Blue Danube'), lavande ('Peachies Pick') ou mauve ('Honeysong Purple', 'Purple Parasols') soit de la cyanidine pour les deux cultivars rose pâle ('Colorwheel', 'NC-Maroon'). Le cultivar blanc 'Alba' contient aussi de la pétunidine mais en quantité bien moindre. La recherche de co-pigment n'a révélé qu'un seul composé, la lutéoline (de la famille des flavones), commune à tous les cultivars. Dans le cultivar 'Mary Gregory' aux fleurs jaune pâle, la lutéoline n'est associée à aucun anthocyanoside.
| Stokesia laevis, mauve (pétunidine + lutéoline) | Composition en anthocyanidols et flavones des cultivars de l'aster de Stokes | Composition en anthocyanidols et flavones des cultivars de l'aster de Stokes | Composition en anthocyanidols et flavones des cultivars de l'aster de Stokes | Composition en anthocyanidols et flavones des cultivars de l'aster de Stokes |
| fleur                                           | Couleur des fleurs                                                           | Pétunidine                                                                   | Cyanidine                                                                    | Lutéoline                                                                    |
| fleur                                           | Bleu, lavande ou mauve                                                       | +                                                                            | -                                                                            | +                                                                            |
| fleur                                           | Rose pâle                                                                    | -                                                                            | +                                                                            | +                                                                            |
| fleur                                           | Blanc                                                                        | trace                                                                        | -                                                                            | +                                                                            |
| fleur                                           | Jaune pâle                                                                   | -                                                                            | -                                                                            | +                                                                            |

- Pétunias

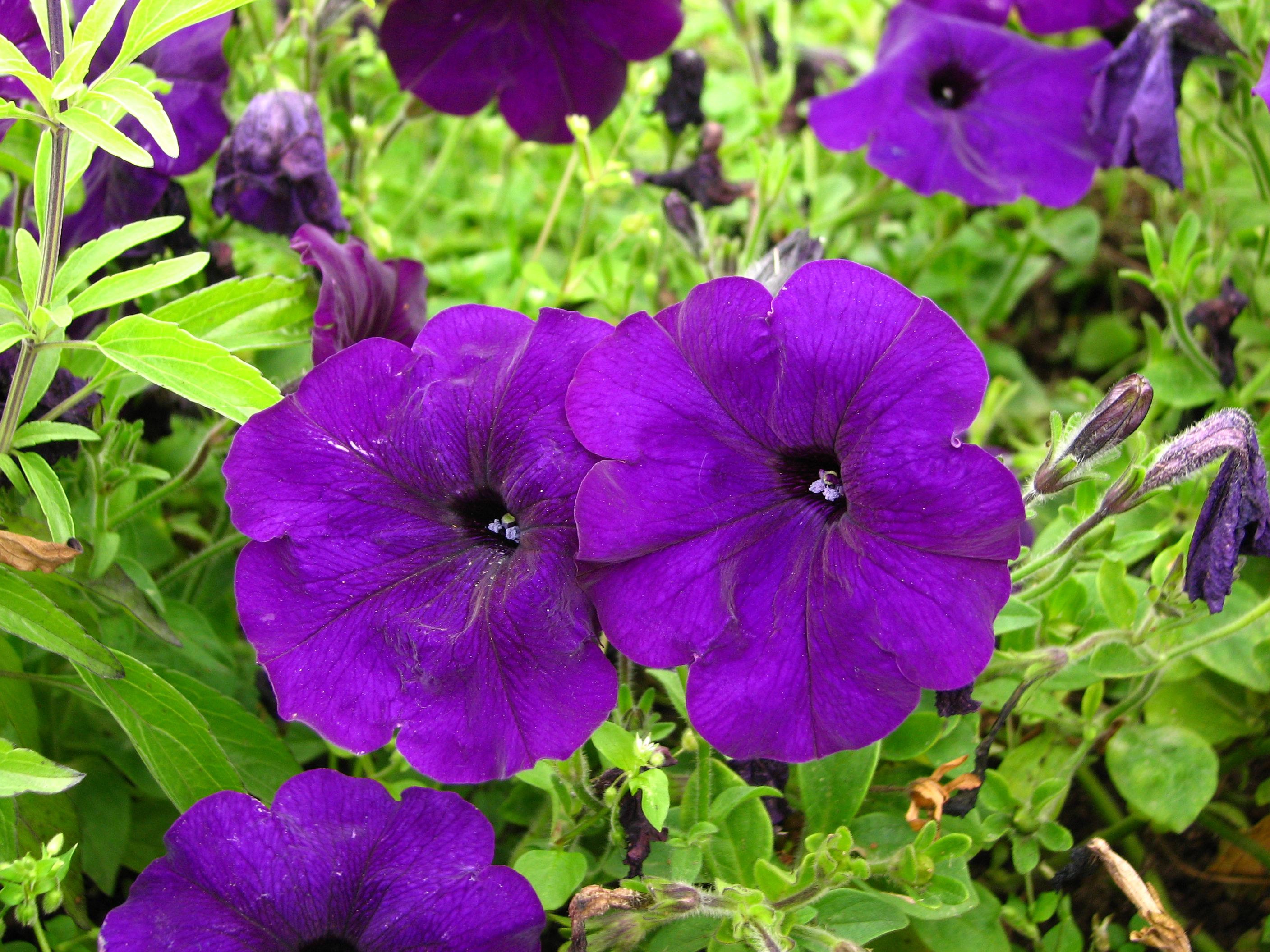
Pétunia

La pétunidine est peu présente chez les pétunias cultivés. Une analyse en composantes principales du contenu en anthocyanidols des fleurs de 195 cultivars a donné trois classes : la première qui accumule principalement la cyanidine est formée de 69 cultivars de couleurs rouges ou saumon, la seconde accumulant principalement la malvidine comporte 67 cultivars dans les bleus à pourpres et la dernière qui accumule la péonidine comprend 59 cultivars roses. Toutefois à l'intérieur du deuxième groupe à malvidine, on trouve un sous-groupe formés de quatre cultivars ('Fantasy Violet', 'Silver Madness', 'Prime Time Blue Star' et 'Satin Purple') accumulant la pétunidine.